# Nahwa

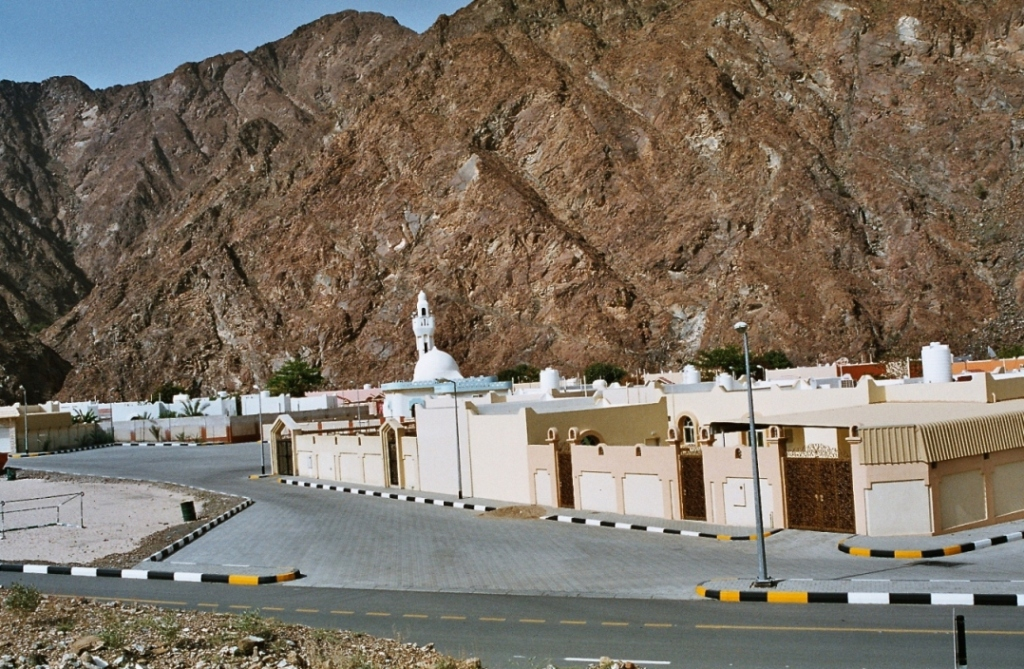
Nova-Nahwa

Nahwa é um contraenclave dos Emirados Árabes Unidos situado no interior do enclave de Mada, que, por sua vez, pertence ao Omã.